# James Kavanagh
Pour les articles homonymes, voir Kavanagh.
Pas d'image ? Cliquez ici

a Compétitions nationales et continentales officielles uniquement.

b Matchs officiels uniquement.
James Ronald Kavanagh, né le 21 janvier 1931 à Dublin, est un ancien joueur de l'équipe nationale de rugby à XV d'Irlande. Il jouait au poste de troisième ligne aile. 

## Carrière
James Kavanagh évolue avec le club de Wanderers FC.
Il obtient sa première cape internationale à l'occasion d'un test match le 24 janvier 1953 contre l'équipe de France et il connaît sa dernière cape internationale le 14 avril 1962 contre la même équipe.
Il connaît 35 sélections au poste de troisième ligne.

## Palmarès

### En équipe nationale
- 35 sélections avec l'équipe d'Irlande
- 4 essais
- 12 points
- Sélections par années : 4 en 1953, 3 en 1954, 2 en 1955, 3 en 1956, 4 en 1957, 4 en 1958, 4 en 1959, 5 en 1960, 5 en 1961, 1 en 1962
- Tournois des Cinq Nations disputés : 1952, 1953, 1954, 1955, 1956, 1957, 1958, 1959, 1960, 1961, 1962